# 羅馬-菲烏米奇諾機場
羅馬-菲烏米奇諾「李奧納多·達文西」國際機場（義大利語：Aeroporto internazionale di Roma-Fiumicino "Leonardo da Vinci"），是一座位於意大利拉齊奧大區羅馬首都廣域市菲烏米奇諾的民用機場，是意大利最大的機場，也是ITA航空的樞紐。
截至2022年，它已连续三年荣获国际机场协会欧洲分会颁发的4000万以上客运枢纽“最佳机场奖”
。

## 历史

### 早年
機場施工过程中曾发现部分罗马船只残骸。

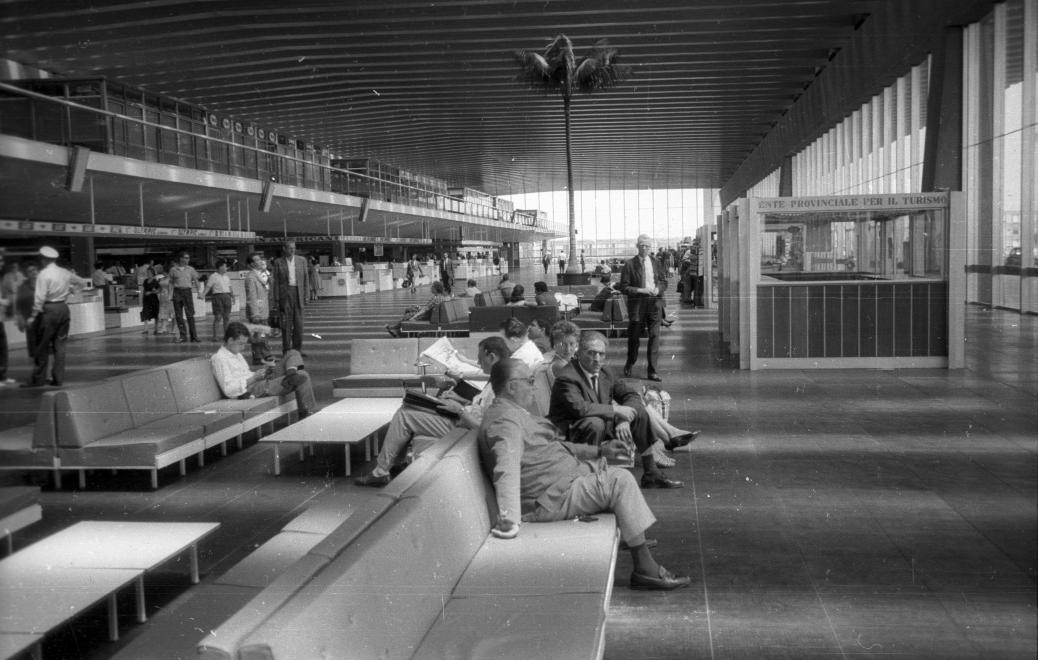
1964 年菲乌米奇诺登机大厅

1961年1月15日機場正式启用，拥有两条跑道，取代了规模较小的罗马钱皮诺机场，后者目前仍在为一些低海拔地区提供低成本航空公司以及国内和包机航班服务。尽管1961年方正式开放，但实际上自1960年8月20日起就已投入使用，旨在缓解 1960年夏季奥林匹克运动会期间罗马钱皮诺机场的空中交通拥堵。
20世纪60年代，总部位于本土的前意大利航空公司在新机场修建机库和维修中心，同时機場增加第三条跑道（16L/34R）。

### 后续发展
2000 年，安保服务从 州警察 转移到罗马机场有限公司。罗马机场有限公司成立了 ADR 安保有限公司 (100% 控股)，为航空公司提供这些服务和安保服务（与其他安保公司（如 IVRI）竞争。机场安保由国家警察 (Polizia di Stato)、意大利海关警察 (Guardia di Finanza)、意大利民航局 (Ente Nazionale per l'Aviazione Civile) 和罗马机场 S.p.A. 负责监督。 罗马机场 (Aeroporti di Roma) 一直提供地面处理服务，直到 1999 年成立了罗马机场地勤服务 (Aeroporti di Roma Handling)（为除意大利航空公司以外的所有航空公司提供服务，而意大利航空公司继续由罗马机场自己管理）。早在 1999 年之前，意大利航空公司就提供客运服务。2001 年，意大利航空公司成立了“Aeroporto Alitalia”，开始为自己和其他航空公司提供地面服务。Aeroporti di Roma Handling 仍然是处理航空公司数量最多的航空公司，但意大利机场是处理航空公司数量最多的航空公司。意大利航空处理的飞机占菲乌米奇诺机场飞机总数的 50%。2006 年 5 月，意大利民航局宣布已取消罗马列奥纳多达芬奇机场 3 名停机坪处理人员的限制。 ARE Group 和 Aviapartner 宣布将成立一家名为 Aviapartner 的公司（Aviapartner 持股 51%；ARE Group 持股 49%），为米兰马尔彭萨机场和罗马列奥纳多达芬奇机场提供服务。
自 2005 年起，机场采用的是 III 类仪表着陆系统 (ILS) 进近。2007 年实施了进一步的改进，使机场能够处理 30 次起飞/[在大雾天气中，每小时降落 10 架次，而之前为 10 架次。莱昂纳多达芬奇机场目前运营三条跑道：16L/34R 和 16R/34L（相距 4,000米（13,000英尺））和 07/25，仅用于起飞由于风力强劲，跑道向西倾斜。机场曾有第四条跑道 16C/34C，位于 16L/34R 旁边，主要用作滑行道或作为 16L/34R 的备用跑道；该跑道现已指定滑行道“D”。
2010 年，新的单一行李处理系统投入运行，以提高行李运送效率。

## 航空保安無線設施
| 局名  | 種類 | 周波數   | 識別信號 |
| ----- | ---- | -------- | -------- |
| OSTIA | VOR  | 114.9MHz | OST      |
| OSTIA | DME  |          | OST      |
| OSTIA | NDB  | 321KHz   | OST      |

## 航運大樓

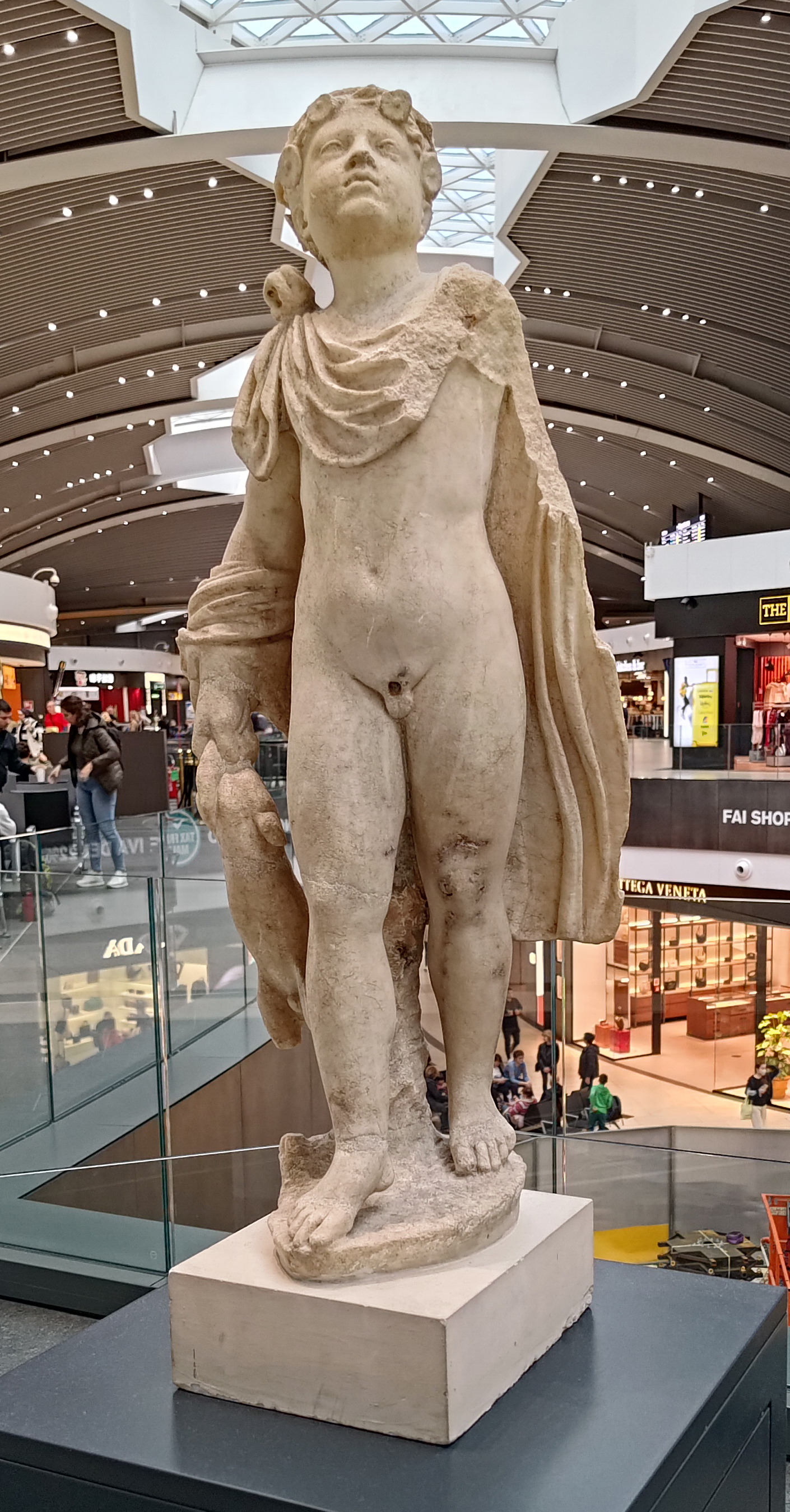
古羅馬藝術，《春天的天才》，来自Isola Sacra Necropolis，公元 2 世纪，在 3 号航站楼展出

截至2021年，機場經過歷年各大規模擴建和翻新工程後，現有兩個主要的客運大樓，目前只有其中一個正在運營。
- 1號客運大樓 (閘口 A1-A59)[2] 1號大樓關閉進行整修，各個閘口暫時停用，目前與另一個鄰近的客運大樓進行擴建。
- 3號客運大樓 (閘口 E1-E52)[2] 是此機場最大的客運大樓，是 ITA航空 的航空樞紐。此大樓合併自舊有的5號客運大樓以及用於非申根航班使用的衛星大樓。近年亦曾於大樓中央位置加建中庭部分。

### SkyBridge
1999 年，与 Satellite C 一起开通了名为 SkyBridge（庞巴迪 Innovia APM 100 电动列车）的自动化旅客捷运系统 (APM)。它由两个车站组成，一个位于 3 号航站楼的三楼，另一个位于 E31–44 登机口区域的二楼。这列穿梭列车是乘客往返于航站楼两个区域之间的唯一交通工具。从 T3 到 E31–44 登机口的西行服务仅供出发乘客使用，而东行服务仅供到达乘客使用。到达的乘客不得乘火车返回，因为他们需要通过换乘安全检查站才能重新进入出发区。同样，出发的乘客不得乘火车返回 3 号航站楼。

## 机场交通设施

### 公路连接
- A91 罗马 - 菲乌米奇诺；
- A12 罗马 - 奇维塔韦基亚；
- SS296 奥斯蒂亚 - 菲乌米奇诺。

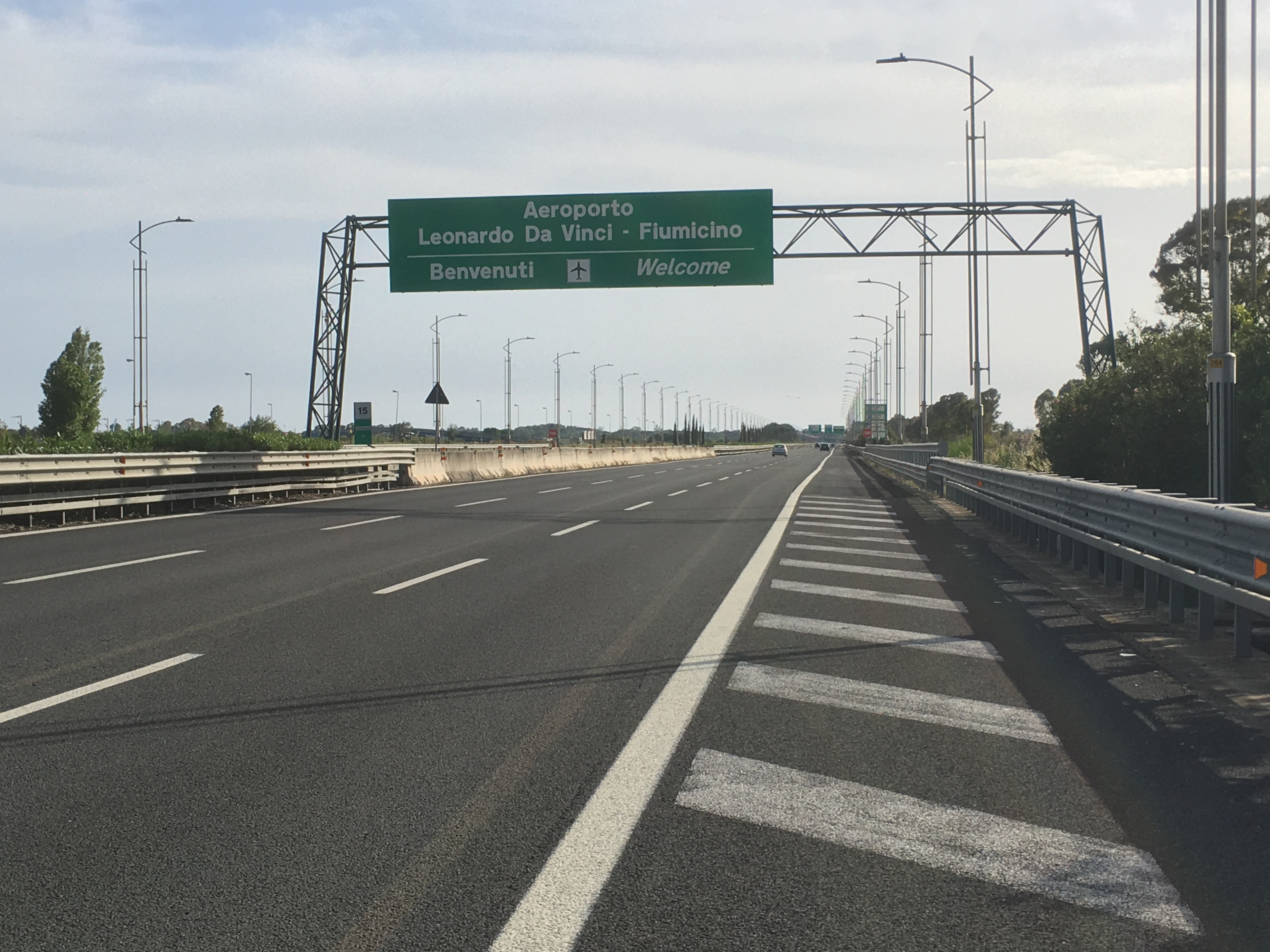
A91 罗马-菲乌米奇诺高速公路

列奥纳多达芬奇机场距罗马历史悠久的市中心约 35 公里（22 英里）车程。机场还提供不同类型的交通服务：巴士、穿梭巴士、汽车共享和出租车。

### 轨道交通

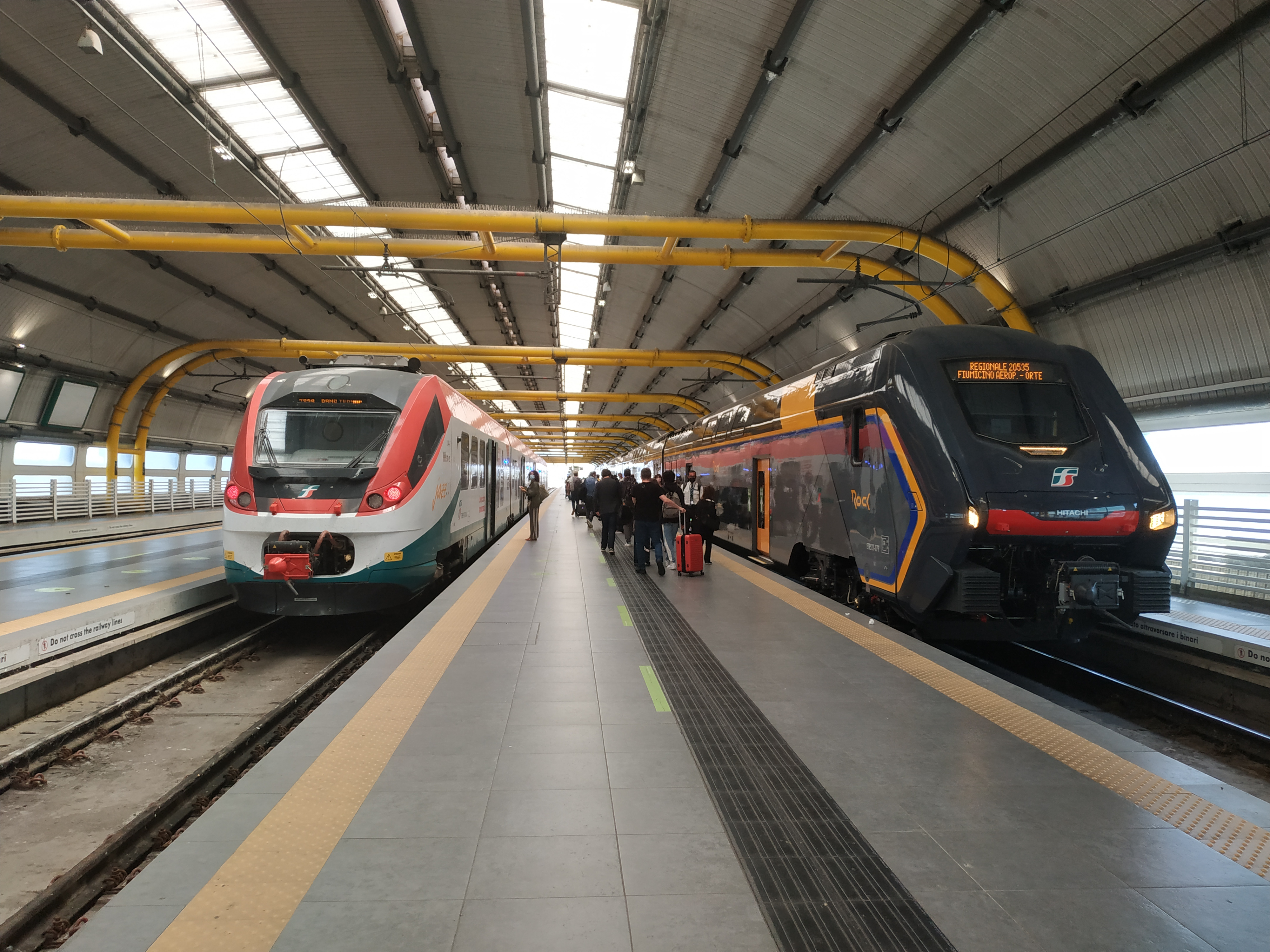
菲乌米奇诺机场火车站。左边是 李奧納多特快，右边是 FL1 线的郊区列车

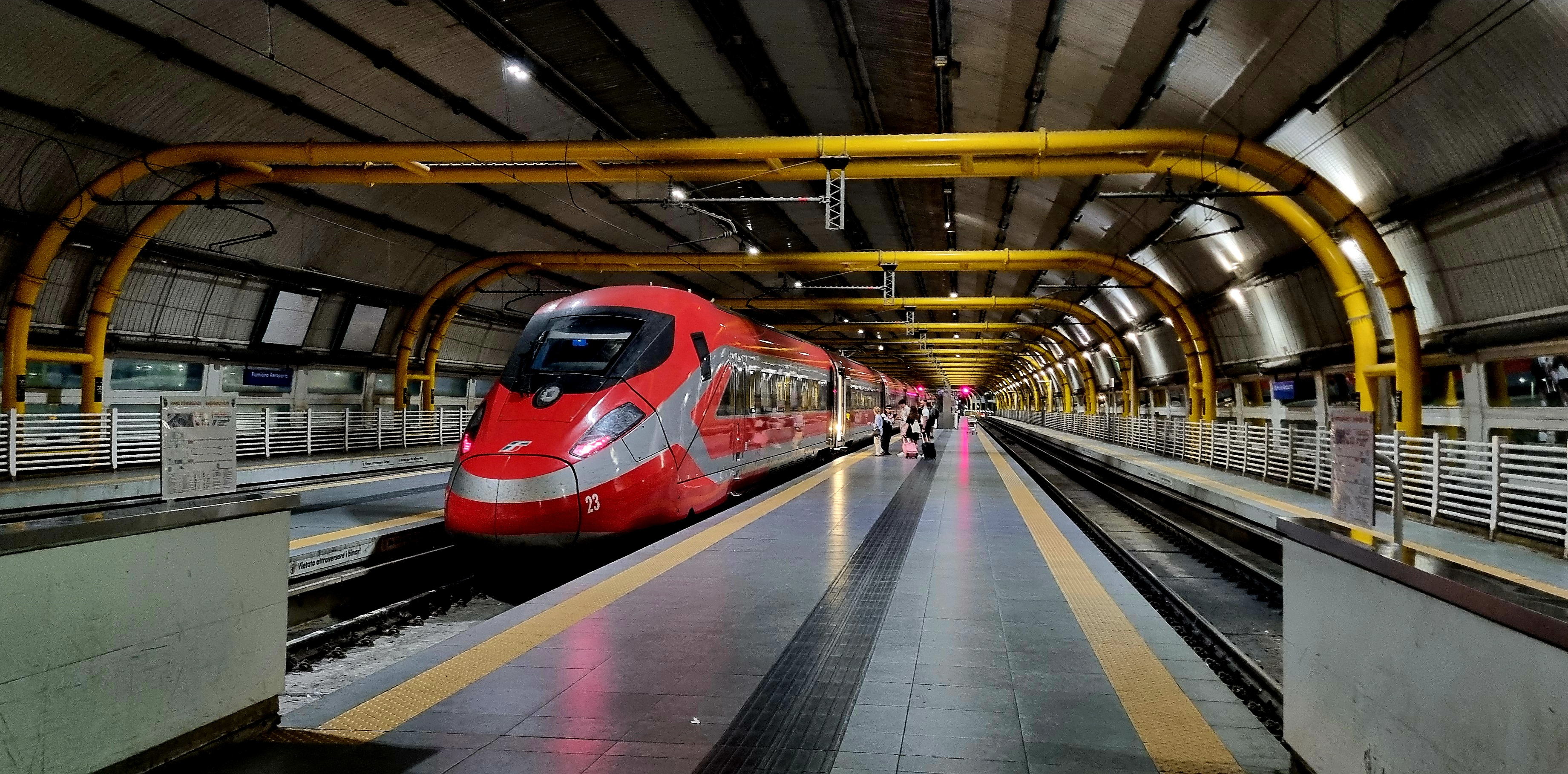
紅箭特快列車 停在菲乌米奇诺机场火车站

机场还有一个火车站，即菲乌米奇诺机场站，服务由：
- ：意大利列車公司运营的李奧納多特快列车可在机场航站楼乘坐。该列车每 15 分钟一班，可直达罗马市中心的罗马特米尼火车站，耗时 30 分钟。
- ：FL1线是羅馬城鐵的郊区列车。 FL1 线 不在特米尼火车站停靠，而是将机场与罗马的其他主要火车站连接起来，在这些车站可以换乘地铁网络、罗马特拉斯提弗列火车站（有轨电车 3 号线和 8 号线)、羅馬奧斯蒂恩塞車站（金字塔站)或羅馬提布提納車站（提布提納站）。
- Frecciarossa (紅箭特快列車)：通过国家高速网络连接至 威尼斯，中途停靠罗马特米尼车站、羅馬提布提納車站、佛羅倫斯新聖母瑪利亞車站、博洛尼亞中央車站 和帕多瓦車站 (班次 2 对每天火车)；
- Frecciarossa (紅箭特快列車)：通过国家高速网络连接到 那不勒斯，中间停靠那不勒斯阿夫拉戈拉车站和罗马特米尼。

## 航空公司與目的地

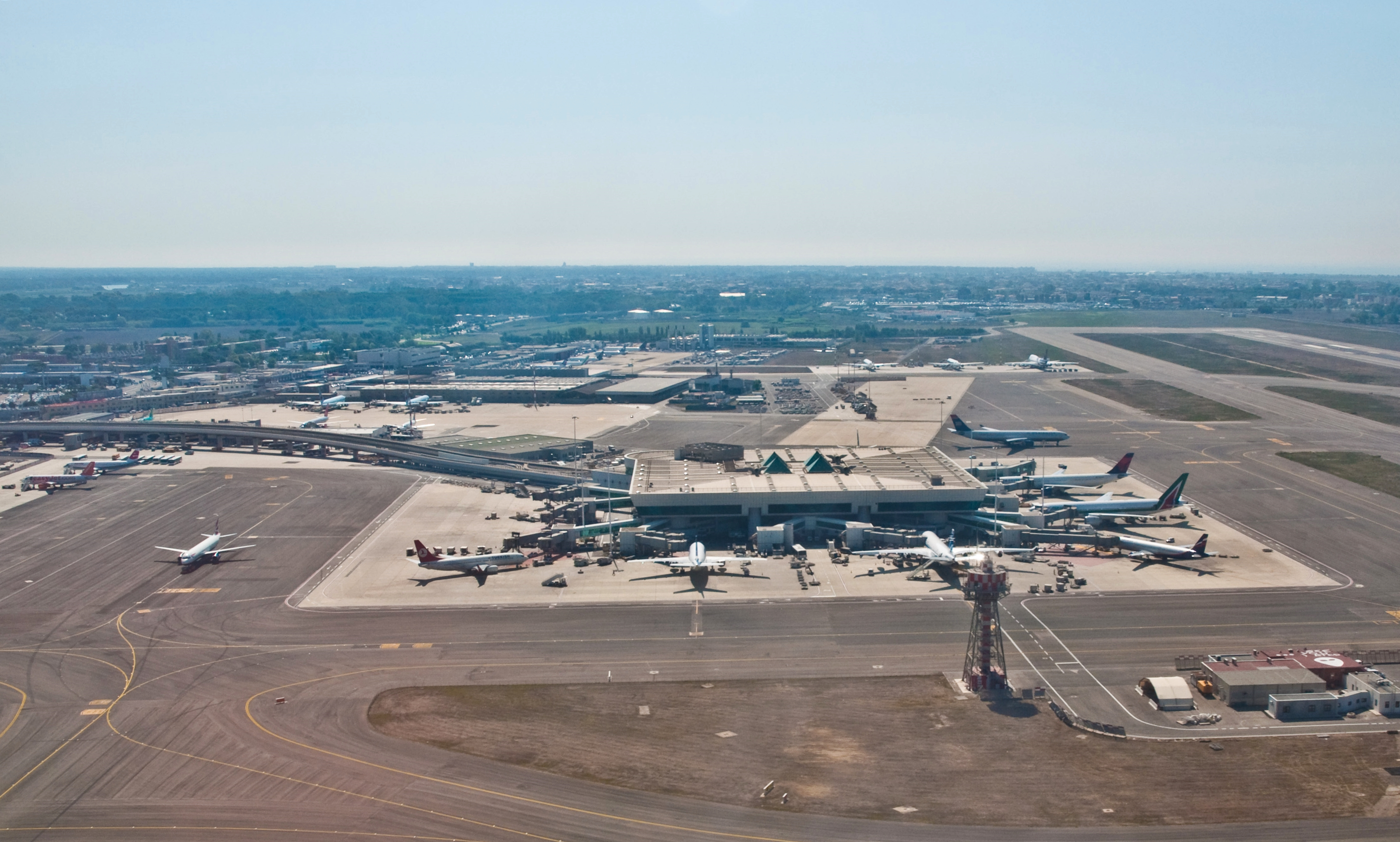
第3航站楼西侧鸟瞰图

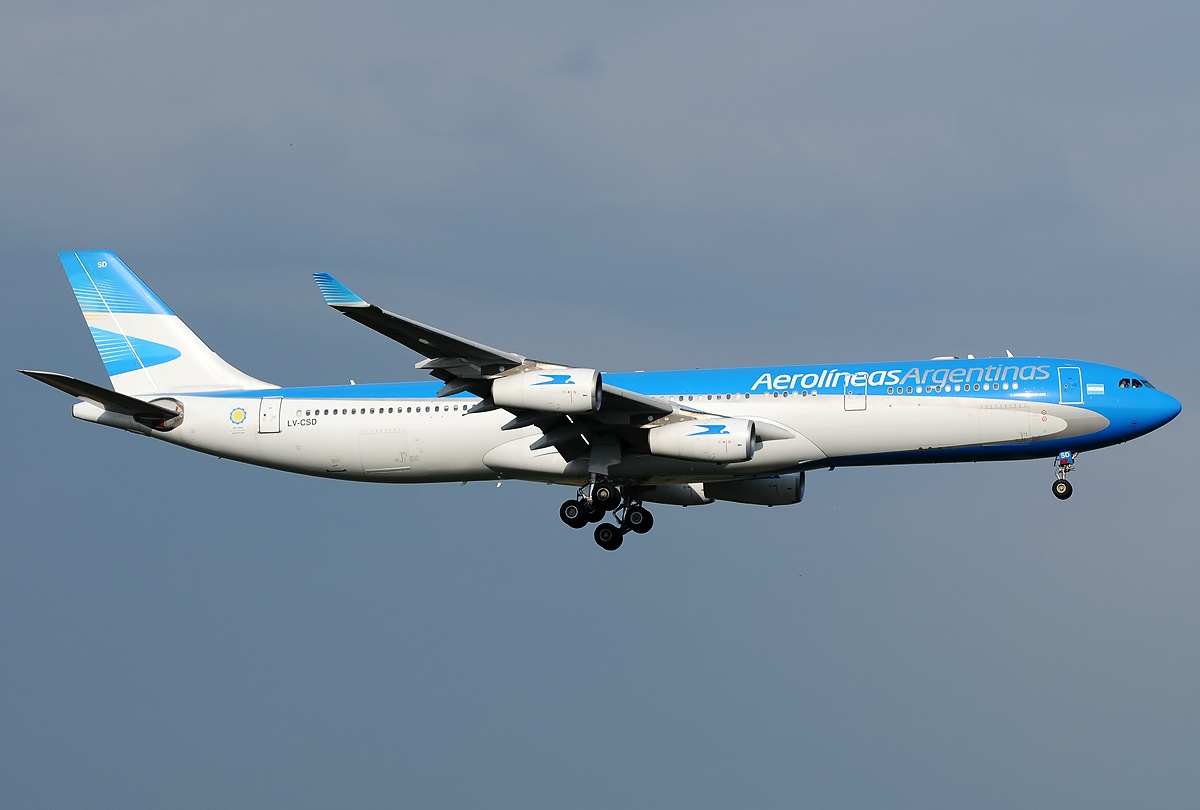
阿根廷航空的空中巴士A340-300型客機正在降落於羅馬-菲烏米奇諾機場

| 航空公司                      | 目的地 | 客運大樓 |
| ----------------------------- | --- | -------- |
| ITA意大利航空                 | 阿爾及爾、阿姆斯特丹、雅典、波隆納、巴塞隆拿、巴里、波隆納、波士頓、布林迪西、布魯塞爾、布宜諾斯艾利斯、開羅、卡塔尼亞、佛羅倫斯、法蘭克福、日內瓦、熱那亞、拉梅齊亞泰爾梅、倫敦-希斯路、洛杉磯、馬德里、馬耳他、邁亞密、米蘭-連尼治、慕尼黑、那不勒斯、約翰-甘迺迪、巴勒莫、巴黎-戴高樂、雷焦卡拉布里亞、聖保羅、特拉維夫、地拉那、東京-羽田、曼谷-蘇凡納布、都靈、威尼斯、维罗纳、蘇黎世 季節性：克基拉、伊拉克利翁、凱法利尼亞、羅得 | 1,3      |
| 尼奥斯航空                    | 包機：博阿維斯塔、坎昆、富埃特文圖拉、伊維薩、馬累、羅得島、貝島、 薩爾、特內里費-南部、桑吉巴 季節性包機：馬特魯港、特拉維夫 | 3        |
| 法國航空                      | 巴黎-戴高樂 | 1        |
| 法國泛航航空                  | 南特 | －       |
| 瑞士國際航空                  | 日內瓦、蘇黎世 | 3        |
| 瑞士易捷航空                  | 巴塞爾/米盧斯、日內瓦 | 2        |
| 西班牙國家航空                | 馬德里 | 3        |
| 歐羅巴航空                    | 馬德里 | 1        |
| 伏林航空                      | 巴黎-戴高樂 | 3        |
| 葡萄牙航空                    | 里斯本 | 3        |
| 馬耳他航空                    | 馬耳他 | 3        |
| 愛琴海航空                    | 雅典、伊拉克利翁 | 3        |
| 漢莎航空                      | 法蘭克福、慕尼黑 | 3        |
| 歐洲之翼                      | 科隆/波昂、杜塞爾多夫、漢堡、斯德哥爾摩、斯圖加特 | 3        |
| 盧森堡航空                    | 盧森堡 | 1        |
| 布魯塞爾航空                  | 布魯塞爾 | 3        |
| 荷蘭皇家航空                  | 阿姆斯特丹 | 1        |
| 泛航航空                      | 鹿特丹/海牙 | 3        |
| 英國航空                      | 倫敦-希斯路 | 3        |
| 易捷航空                      | 阿姆斯特丹、巴塞尔/米卢斯、柏林、布里斯托、倫敦-格域、里昂、曼徹斯特、南特、尼斯、巴黎-奧利 | 2        |
| 捷特二航空                    | 曼徹斯特、伯明翰 季節性：格拉斯哥、列斯/巴拉福特、紐卡斯爾 | 3        |
| 愛爾蘭航空                    | 都柏林 | 3        |
| 瑞安航空                      | 阿利坎特、巴塞隆拿、巴里、布林迪西、布魯塞爾、卡塔尼亞、科米索、拉梅齊亞泰爾梅、蘭薩羅特、馬拉加、馬耳他、馬賽、巴勒莫、西維爾、特拉帕尼 季節性：克基拉、克羅托內、科斯島 | 2        |
| 北歐航空                      | 哥本哈根、斯德哥爾摩-阿蘭達 季節性：奧斯陸 | 3        |
| 挪威航空                      | 哥本哈根、赫爾辛基、奧斯陸、斯德哥爾摩 季節性：卑爾根 | 3        |
| 芬蘭航空                      | 赫爾辛基 | 3        |
| 波羅的海航空                  | 里加 | 3        |
| 冰島航空                      | 雷克雅維克 | －       |
| 智能翼航空 由捷克旅行航空營運 | 布拉格 | 3        |
| 維茲航空                      | 特拉維夫、維也納 | 2        |
| 克羅地亞航空                  | 施普利特、薩格勒布 季節性：杜布羅夫尼克 | 3        |
| 黑山航空                      | 波德戈里察 | 3        |
| 塞爾維亞航空                  | 貝爾格萊德 | 1        |
| 羅馬尼亞航空                  | 布加勒斯特、雅西 | 3        |
| 保加利亞航空                  | 索菲亞 | 3        |
| 摩爾多瓦航空                  | 基希涅夫 | 2        |
| 中國國際航空                  | 北京-首都、杭州 | 3        |
| 中國東方航空                  | 上海-浦東、溫州 | 3        |
| 中國南方航空                  | 广州 | 3        |
| 四川航空                      | 成都-天府 | 3        |
| 海南航空                      | 重慶、深圳 | 3        |
| 國泰航空                      | 季節性：香港 | 3        |
| 中華航空                      | 臺北-桃園 | 3        |
| 大韓航空                      | 首爾-仁川 | 3        |
| 韓亞航空                      | 首爾-仁川 | 5        |
| 德威航空                      | 首爾-仁川 | 3        |
| 泰國國際航空                  | 曼谷-蘇凡納布 | 3        |
| 新加坡航空                    | 新加坡 | 3        |
| 烏茲別克航空                  | 塔什 | 3        |
| 伊朗航空                      | 德黑蘭 | 3        |
| 阿聯酋航空                      | 杜拜 | 3        |
| 阿提哈德航空                  | 阿布達比 | 3        |
| 卡塔爾航空                    | 多哈 | 3        |
| 海灣航空                      | 巴林 | －       |
| 科威特航空                    | 科威特 | 3        |
| 沙特阿拉伯航空                | 吉達、利雅得 | 3        |
| 中東航空                      | 貝魯特 | 3        |
| 皇家約旦航空                  | 安曼 | 3        |
| 以色列航空                    | 特拉維夫 | 5        |
| 以斯雷航空                    | 特拉維夫 | 5        |
| 土耳其航空                    | 伊斯坦堡 | 3        |
| 飛馬航空                      | 伊斯坦堡-薩比哈 | 3        |
| 埃及航空                      | 開羅 | 3        |
| 突尼斯航空                    | 突尼斯 | 3        |
| 阿爾及利亞航空                | 阿爾及爾 | 3        |
| 摩洛哥皇家航空                | 卡薩布蘭卡 | 3        |
| 埃塞俄比亞航空                | 亞的斯亞貝巴 | 3        |
| 加拿大航空                    | 多倫多 季節性：蒙特利爾 | 3        |
| 加拿大越洋航空                | 季節性：蒙特利爾、多倫多 | 3        |
| 西捷航空                      | 季節性：卡加利 | －       |
| 美國航空                      | 費城 季節性：夏洛特、芝加哥-奧黑爾、達拉斯、紐約-甘迺迪 | 5        |
| 達美航空                      | 亞特蘭大、紐約-甘迺迪 季節性：波士頓 | 5        |
| 聯合航空                      | 紐約-紐華克 季節性：芝加哥-奧黑爾、華盛頓 | 5        |
| 澳洲航空                      | 季節性：伯斯、雪梨 |          |

## 外部連結
- Aeroporti di Roma-莱昂纳多达芬奇机场 - 罗马 - 菲乌米奇诺 （页面存档备份，存于） （简体中文）
- Aeroporti di Roma-莱昂纳多达芬奇机场 - 罗马 - 菲乌米奇诺 （页面存档备份，存于） （意大利文）
- Boeing Company's listing of Rome-Fiumicino International Airport, its runways, and noise abatement procedures （英文）
- Satellite image of the airport （页面存档备份，存于）

1. ↑  . Turismo Roma.   [6 November 2022]. （原始内容存档于6 November 2022）.
2. 1 2 3  adr.it - Airport map （页面存档备份，存于） 2021年7月25日
3. ↑  . www.trenitalia.com.   [2024-09-17]. （原始内容存档于2024-11-13） （英语）.